# Los padrinos
 Los padrinos  es una película filmada en colores de Argentina dirigida por Enrique Carreras según su propio guion escrito en colaboración con Abel Santa Cruz que fue filmada en el verano de 1972, y se estrenó el 5 de julio de 1973 y que tuvo como protagonistas a Gaby, Fofó, Miliki y Fofito. Fue la última película de los Payasos de la tele (antes habían filmado El nieto del zorro, Tres bárbaros en un jeep y Había una vez un circo) antes de abandonar Argentina para regresar a México y de allí a España, donde tendrían su programa. Los payasos participan nuevamente al lado de los actores Mercedes Carreras, Olinda Bozán, Héctor Fuentes, Rodolfo Machado, Cayetano Biondo y Rodolfo Onetto. Curiosamente dos de los payasos actuaron en la película al lado de sus hijos: la niña Marita interpretada por Lara Aragón en la vida real era hija de Gaby y el payaso Fofito hijo del famoso Fofó. Solo faltaría el hijo de Miliki: Milikito. La cinta fue lanzada en formato DVD en enero de 2014.

## Sinopsis
La historia se desarrolla en 1926. Un grupo de artistas conformado por Gaby, Fofó y Miliki, además de Fofito, sin trabajo se ve envuelto en la estafa a un anciano. Los payasos inquilinos morosos residen en una pensión habitacional, propiedad de doña Genoveva (Olinda Bozán), quien los ha albergado en ese lugar durante más de un año. Tras recibir un contrato deciden irse a debutar a los espectáculos teatrales en Buenos Aires, a donde llega al mismo tiempo un hombre llamado Juan Carlos Araos (Héctor Fuentes), quien también vive en la pensión de doña Genoveva, planea rescatar de un orfanato una niña llamada Marita para entregarla al abuelo Valentín Rivera de manera legal con unos papeles que consiguió en un consulado en Marsella, donde murió el padre de la pequeña, a quien Juan Carlos seguía considerando un buen amigo, pero a cambio de recibir una enorme suma de dinero. Mientras tanto, los payasos y la joven Carolina (Mercedes Carreras), quien se unió al grupo, que fracasan en todos los castings a los que acuden se ven envueltos en problemas con el dueño del hotel donde se hospedaron debido a los atrasos con los pagos. Juan Carlos les deja a la niña a los payasos y a Carolina, quienes poco a poco empiezan a encariñarse con ella. Los cuatro payasos deciden que serán los padrinos de la niña. Después de un recorrido con la pequeña por las calles de Buenos Aires, son hacheados del hotel ya que en un descuido dejaron varias barras de jabón en una regadera, misma que quedó abierta dejando una inmensa cantidad de espuma por todo el cuarto. Ante esta situación deciden regresar a la pensión de doña Genoveva, donde el abuelo de la niña aparece para reclamarla y hacer todo lo posible para recuperarla.

## Reparto
Participaron del filme los siguientes intérpretes:
- Gaby
- Fofó
- Miliki
- Fofito
- Mercedes Carreras - Carolina
- Olinda Bozán - Doña Genoveva
- Daniel de Alvarado
- Rodolfo Machado
- Marito
- Diego Varzi
- Tina Francis
- Carlos Luzietti
- Rodolfo Onetto - Comisario
- Nya Quesada
- Rafael Salvatore
- Juan Carlos Lima
- Aldo Mayo
- Jorge Pérez Vila
- Cayetano Biondo - Narrador
- Lara Aragón
- Carlos Lagrotta
- Aurora del Mar
- Mario Savino

## Premio
Por su actuación en este filme la actriz Mercedes Carreras fue galardonada en 1974 con el Premio Cóndor de Plata a la mejor actriz de comedia.

## Comentarios
H.C. en La Prensa escribió:

”Carreras salva cierta flojedad del libro.”

Carlos Morelli en Clarín dijo:

”Los enredos y persecuciones se entroncan con rapidez y gracia, mientras la interpolación de gratas estampas musicales y una vertiente romántica de sabia mesura ofrendan matices bien capitalizados por la fresca gramática de Enrique Carreras.”

Osvaldo Iakkidis en El Cronista Comercial opinó:

”Pobres ahijados.”